# Arthur Hill Hassall
Arthur Hill Hassall (Teddington, Inglaterra; 13 de diciembre de 1817-San Remo, Italia; 9 de abril de 1894) fue un médico, naturalista, químico y microscopista británico, conocido por su trabajo en el terreno de la salud pública y la seguridad alimentaria.

## Carrera
Asistió desde muy joven como aprendiz a la Cátedra de Medicina en 1834, ayudando a su tío Sir James Murray. Pasó gran parte de su carrera y juventud en Dublín, donde logró estudiar botánica y ciencias marinas. En 1846 publicó su primera obra en dos volúmenes, titulada The Microscopic Anatomy of the Human Body in Health and Disease (Anatomía microscópica de la salud y enfermedad del cuerpo humano), siendo una de las primeras obras inglesas sobre la materia. Tras algunos estudios en botánica en el Kew llegó a publicar algunos tópicos sobre la ciencia botánica, en particular algas de agua fresca. Sus estudios llamaron la atención, cuando en 1850 publicó un libro titulado A microscopical examination of the water supplied to the inhabitants of London and the suburban districts (Un examen microscópico del suministro de aguas a los habitantes de Londres y de sus suburbios), este libro fue una de las causas de la reforma de suministros de agua que se hicieron en Londres. En la década de 1850, estudió la adulteración de alimentos; sus informes fueron publicados en The Lancet por el reformer Thomas Wakley y lideró directamente la ley de 1860 Food Adulteration Act organizando las actividades para la detección de ciertas actividades.
Trabajó como médico en el Royal Free Hospital, pero su actividad estuvo repleta de numerosas interrupciones debido a los padecimientos de su tuberculosis pulmonar, en 1869 se trasladó a la Isla de Wight. En el entorno del microclima de la isla fundó la National Cottage Hospital para el tratamiento de enfermedades del pecho (posteriormente la Royal National Hospital for Diseases of the Chest), que es una especie de sanatorio ubicado en Ventnor, Isla de Wight. Desde 1878, pasó su mayor parte del tiempo en climas cálidos de Europa, llegando a obtener permiso para practicar su ejercicio en San Remo, lugar de residencia de su familia y Lucerna, donde trabajaba en verano. durante este tiempo escribió extensivamente en tratados para la tuberculosis, alguno de ellos como el de 1879 titulado: San Remo and the Western Riviera Climatically and Medically Considered. Su autobiografía titulada The narrative of a busy life fue publicada en 1893. Dos términos médicos se han desarrollado en el terreno de la ciencia médica a raíz de los trabajos de Hassall: Corpúsculos de Hassall, que son cuerpos esféricos en la médula de la glándula del timo, así como los cuerpos Hassall-Henle, que son crecimientos anormales en la membrana de Descemet del ojo. Su hospital en Ventnor llegó a estar en servicio hasta 1964 en el que se cerró, siendo demolido en 1969. Posteriormente se construyó en su solar el Ventnor Botanic Garden.

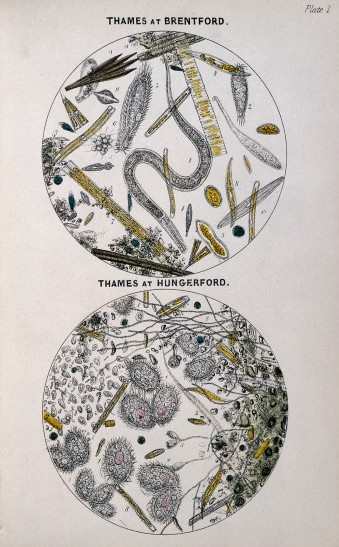
Ilustración en el libro "A microscopic examination of the water supplied to the inhabitants of London and the suburban districts." 1850

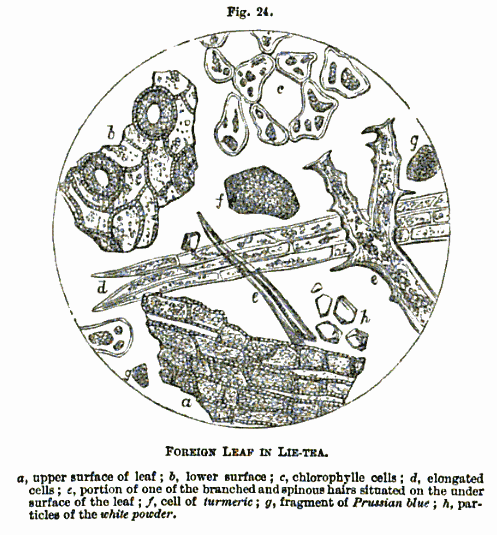
Ilustración por Hassall de té falso en "Food: its adulterations, and the methods for their detection." 1876

Su interés botánico fue sobre la familia de algas verdes Zygnemataceae (orden Zygnematales), de la cual nombró algunas especies, como Zygnema interruptum Hassall. A veces, llevó a cabo investigaciones en el Real Jardín Botánico de Kew.

## Algunas publicaciones
- The Microscopic Anatomy of the Human Body in Health and Disease. S. Highley, London 1846

- A microscopical examination of the water supplied to the inhabitants of London and the suburban districts. S. Highley, London 1850

- San Remo and the Western Riviera Climatically and Medically Considered. Longmans, Green & Co. London 1883

- A compendium of food-microscopy with sections on drugs, water, and tobacco. Baillière, Tindall & Cox, London 1909

- A history of the British freshwater Algae, including descriptions of the. Desmidiaceae and Diatomaceae. p. vi, 462. Atlas, 103 ph. col 8. London, 1845.

- Adulterations detected; or, Plain instructions for the discovery of frauds in food and medicine. Longmans, Green & Co. London 1876

- The urine in health and disease: being an exposition of the composition of the urine, and of the pathology and treatment of urinary and renal disorders. John Churchill & Sons, London 1863

- Food: its adulterations, and the methods for their detection. Longman, Brown, Green, Longmans and Roberts, London 1876

- The inhalation treatment of diseases of the organs of respiration including consumption. Longmans, Green & Co. London 1885

- The Narrative Of A Busy Life: An Autobiography. Longmans, Green & Co. London 1893

## Honores

### Eponimia
- (Euphorbiaceae) Euphorbia hassallii Halford & W.K.Harris[5]

- (Goodeniaceae) Goodenia hassallii F.Muell.[6]

- (Orchidaceae) Bulbophyllum hassallii Kores[7]
- La abreviatura «Hassall» se emplea para indicar a Arthur Hill Hassall como autoridad en la descripción y clasificación científica de los vegetales.[8]